# Margarida da Provença
Margarida da Provença (em francês: Marguerite; Forcalquier, 1221 – Paris, 20 de dezembro de 1295) foi rainha consorte da França como esposa de São Luís de seu casamento em 1234 até a morte do seu esposo em 1270. Filha mais velha de Raimundo Berengário V da Provença e de Beatriz de Saboia, foi a mãe do rei Filipe III de França e uma das lideranças da Sétima Cruzada, tendo sido a responsável pela negociação do resgate do marido quando este foi feito prisioneiro pelos muçulmanos.

## Infância
Margarida era a filha mais velha de Beatriz de Saboia e Raimundo Berengário IV da Provença. Terá provavelmente nascido nas margens do lago Brignoles, na Provença.
Cresceu no condado do pai. A marcada presença dos trovadores e poetas do sul da França ajudava a criar um ambiente que a marcou. Bastante ligada à sua terra natal, apesar de somente ter voltado a ela duas vezes após o seu casamento, sempre teve uma forte ligação com o local.
Os seus pais certificaram-se as suas quatro filhas recebessem uma educação abrangente e religosa católica. Através da troca de cartas com sua irmã Leonor, fica também claro que Margarida dominava o latim. Foi também considerada, com suas quatro irmãs, uma das mulheres mais belas de seu tempo.

## Casamento

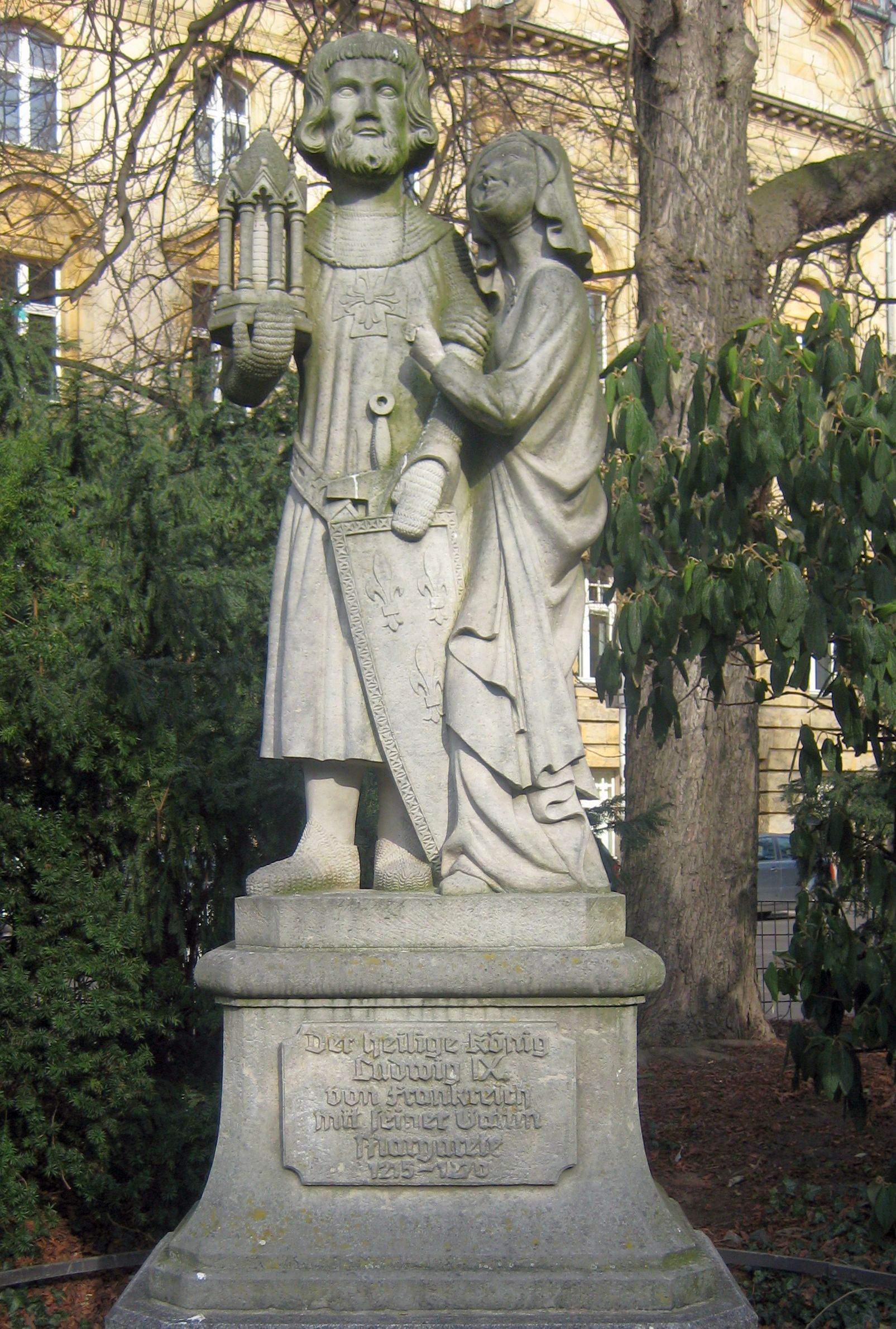
Estátua de Luís IX de França e Margarida da Provença em Wilmersdorf, Berlim, Alemanha

Uma vez que Raimundo Berengário IV não tinha um herdeiro varão, pretendia assegurar, através dos casamentos das filhas, estabilidade e segurança política para seu condado. Sendo Margarida a mais velha, foi combinado, com a regente do trono francês, Branca de Castela, o seu casamento com o jovem rei Luís IX. A rainha mãe pretendia assim agregar a Provença ao reino da França e ao mesmo tempo ajudar a encerrar o conflito do catarismo.
O casamento teve lugar a 27 de Maio de 1234, na catedral de Sens. Devido aos noivos serem parentes de quarto grau, o papa Gregório IX teve de fornecer uma dispensa em Janeiro de 1234 para que o casamento ocorresse. Margarida foi coroada rainha no dia seguinte, no mesma catedral.
Os primeiros anos da união foram marcados pela constante oposição entre Margarida e sua sogra Branca de Castela que, mesmo depois de Luís IX ter passado à maioridade e assumido o controlo do reino, ainda exercia grande poder sobre o filho.
O principal cronista de Luís IX, João de Joinville, relatou na sua crônica A Vida de São Luís a crescente disputa das duas mulheres pela influência sobre o jovem rei. O amigo, confidente e conselheiro do rei chegou a escrever que a rainha mãe, que morava com o casal real no Palácio de la Cité e os acompanhava até nas suas viagens, não suportava ver o filho com Margarida, e que só os deixava terem intimidade à noite, quando o casal estava a sós em seus aposentos.

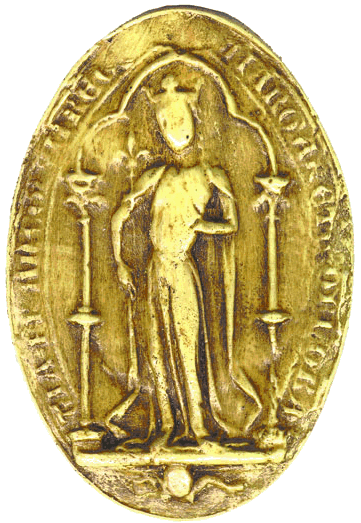
Efígie de Margarida da Provença em uma moeda

O confessor franciscano da rainha, Guilherme de Saint-Pathus, escreveu na sua crónica que, em noites frias, Margarida colocava um manto sobre os ombros de Luís, quando este se levantava para rezar. Noutro ponto da sua obra conta que a consorte real achava que as roupas comuns do esposo não eram adequadas à sua dignidade real, ao qual este respondeu que ele se vestiria como ela desejava se ela se vestisse como ele desejava. No entanto, o cronista João de Joinville realçou, com desagrado, que o rei raramente perguntava pela esposa e pelos filhos, e que nos últimos anos lhe desagradava a ambição de Margarida.
Margarida da Provença aprendeu cedo a deixar seus interesses pessoais de lado para adentrar na vida pública. Foi descrita por contemporâneos como vivaz, feliz e curiosa, porém inteligente e persistente, sempre pronta a defender seus direitos, mesmo que necessitasse fazer uso pernicioso de intriga para fazer prevalecer suas vontades.
Devido ao rígido controle da sogra, que não lhe permitia qualquer participação no jogo político; devido à sua pouca idade; e devido a seu distanciamento da França por alguns anos durante a Sétima Cruzada, Margarida não teve a oportunidade, durante os primeiros anos de seu reinado, para participar activamente na vida política.

## Cruzada e influência no reino
Devido a uma promessa que fizera no ano de 1248, quando fora abatido por uma séria doença, Luís IX organizou uma cruzada, tendo sido acompanhado por Margarida. Após uma parada em Chipre, o casal real chegou ao Egito em 1249. Depois da conquista de Damieta, Luís transferiu o controle da cidade para esposa, para poder apertar o cerco contra Cairo em Novembro.

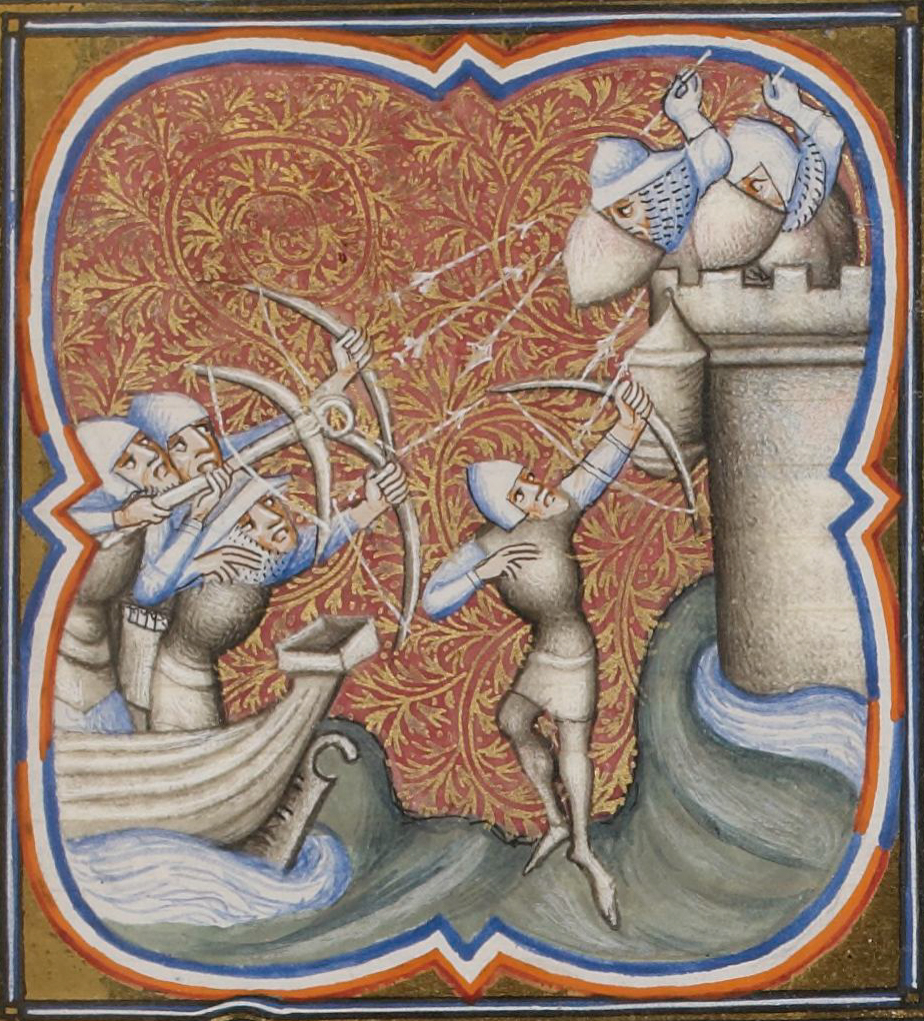
Iluminura do ataque dos cruzados a Damieta, no Egipto

Quando os cruzados sofreram uma grande derrota em Abril de 1250 em Almançora, Luís foi feito refém. Os europeus que mantinham o porto de Damieta, pretendiam partir para a ofensiva e socorrer os seus companheiros.
No dia seguinte ao do nascimento de seu filho, ofereceu Damieta em troca dos cruzados mantidos reféns. O plano foi bem sucedido. Com o pagamento de 400 000 libras e a devolução desta cidade em 6 de Maio, Margarida salvou a vida do seu marido e de outros cavaleiros, entregues sãos e salvos.
A rainha ainda passaria quatro anos na Terra Santa antes do regresso a França, em 1254. Uma vez que Branca de Castela falecera em 1252, Margarida passou a ser a uma importante conselheira do rei. Uma prova do reconhecimento da sua importância pelo seu consorte esteve presente nos contratos de casamento de seus filhos, assinados pelos dois membros do casal real. 
Somente após a morte de Branca de Castela passou a intervir ocasionalmente nos assuntos públicos. O seu maior sucesso político foi a melhora das relações entre as casas reais francesa e inglesa. Motivada pela próxima e afetuosa relação com a sua irmã Leonor, casada com o rei Henrique III de Inglaterra, pôde conciliar as duas coroas que, até então, eram distantes e se desgostavam.
Durante a sua vida, Margarida promoveu inúmeros artistas e poetas. O palácio de la Cité (palácio da cidade) tornou-se, sob a sua influência, o principal local de encontro dos mais famosos intelectuais e poetas de seu tempo. Homens como Tomás de Aquino foram convidados para a mesa real e contribuíram para que a corte francesa fosse considerada a mais proeminente da Europa em termos culturais.

## Viuvez

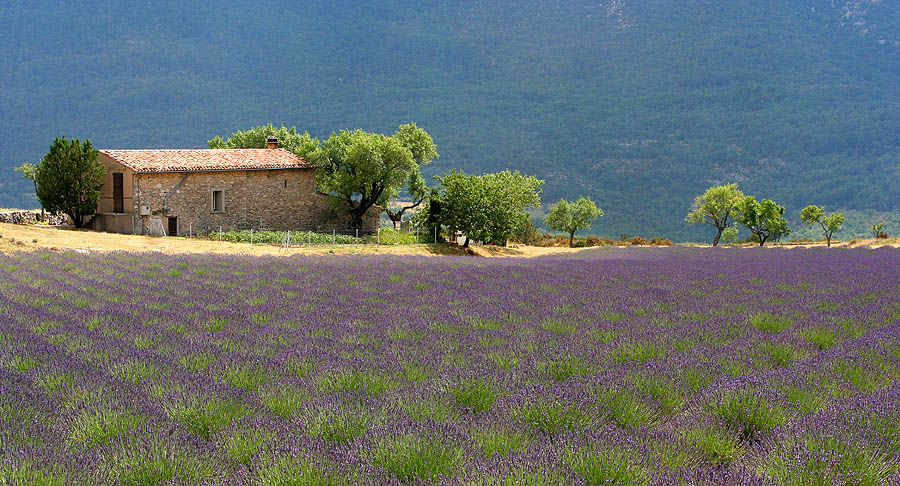
Paisagem típica da Provença, terra natal de Margarida e fonte da sua discórdia com Carlos de Anjou

Após a morte de São Luís em 1270, durante a sua segunda cruzada em Tunis, Margarida isolou-se em um mosteiro no subúrbio parisiense de Saint Marcel. Ainda se apresentava na corte do filho Filipe III de França e, tal como Branca de Castela fizera no reinado de Luís IX, tentou impor a sua influência política, mas sem sucesso.
Dedicou a sua atenção a interesses privados, sobretudo à resolução dos assuntos da Provença. Tal como Margarida, as suas três irmãs tornaram-se rainhas através dos seus matrimónios:
- Leonor casou-se com o rei Henrique III de Inglaterra
- Sancha casou-se com Ricardo da Cornualha, irmão de Henrique III de Inglaterra, que nas eleições de 1256 e 1257 foi eleito do rei dos romanos no Sacro Império Romano-Germânico
- Beatriz casou-se com o irmão de São Luís, Carlos de Anjou, que mais tarde se tornaria rei da Sicília e de Nápoles.

Ao contrário das expectativas de Margarida, o seu pai acabou por legar a Provença em testamento a Beatriz. Devido ao casamento desta com Carlos de Anjou, o condado passava a estar sujeito à coroa de Sicília e Nápoles. Houve assim uma longa controvérsia entre Margarida e Carlos, uma vez que a primeira se negava a aceitar a decisão que do testamento do pai. Em 1282, Margarida chegou a organizar um exército com os seus mais devotados nobres provençais de forma a dar força a suas exigências.
O conflito resolveu-se quando o seu neto Felipe o Belo subiu ao trono em Fevereiro de 1287. Margarida passou a receber uma pensão de Carlos de Anjou, além de uma compensação pelas suas perdas. Recolheu-se então da vida na corte e passou os últimos anos em uma vida de clausura, juntamente com sua filha Branca, a viúva do infante Fernando de La Cerda, no convento Santa Clara em Paris.
Faleceu a 20 de Dezembro de 1295. Apesar de ter presenciado o início do processo de beatificação do seu esposo, São Luís foi canonizado pelo papa Bonifácio VIII somente dois anos após a morte da esposa. O seu corpo, precedido e seguido por pobres que a chamavam de mãe, foi enterrado ao lado do esposo em Saint-Denis.

## Descendência
Do casamento com Luís IX de França, Margarida teve a seguinte descendência:

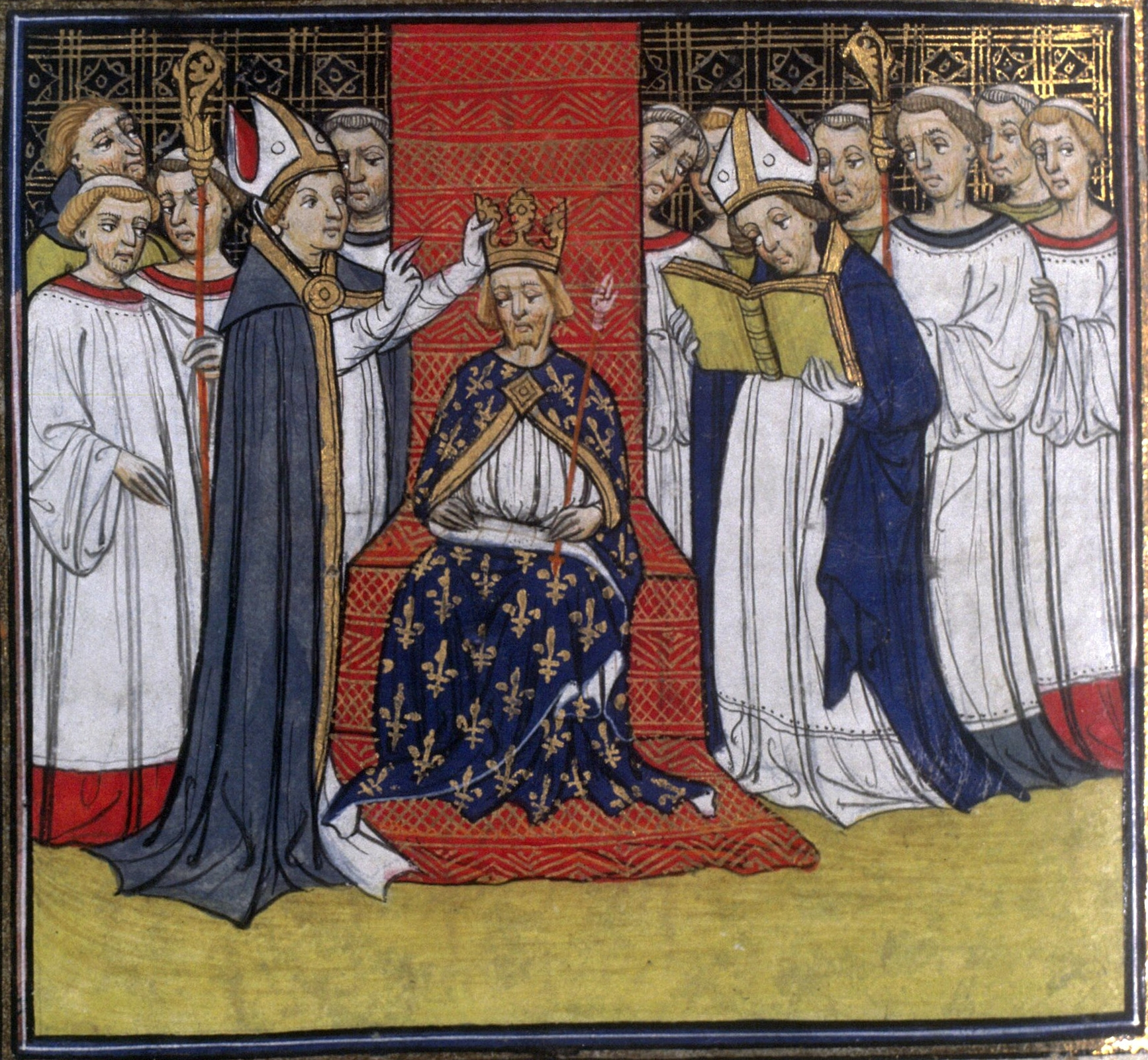
Miniatura da coroação de Filipe III de França, sucessor de São Luís no trono francês, Grandes Chroniques de France, séculos XIV-XV

- Branca (4 de dezembro de 1240 - 29 de abril de 1243)
- Isabel de França (2 de março de 1242 - 27 de abril de 1271), casada em 1258 com Teobaldo II, rei de Navarra
- Luís (21 de setembro de 1243 ou 24 de fevereiro de 1244 - 13 de janeiro de 1260)
- Filipe III de França (1 de maio de 1245 - 5 de outubro de 1285), sucessor de São Luís no trono francês
- João (1246 - 10 de março de 1248)
- João Tristão ou João de Damieta (8 de abril de 1250 - 3 de agosto de 1270), conde de Valois, casado em 1266 com Iolanda da Borgonha, condessa de Nevers
- Pedro (1251 - 6 de abril de 1284), conde de Alençon e de Perche, casado em 1272 com Joana de Châtillon, condessa de Blois e Chartres
- Branca (1252 ou 1253 - 17 de junho de 1320), casada em 1269 com Fernando de La Cerda príncipe herdeiro do reino de Castela
- Margarida da França (1254 ou 1255 - Julho de 1271), casada em 1271 com João I, duque de Brabante
- Roberto de França, conde de Clermont (1256 – 7 de fevereiro de 1317), casado em 1279 com Beatriz de Borgonha, herdeira de Bourbon, ancestral de Henrique IV de França
- Inês (1260 - 19 de dezembro de 1325), casada em 1279 com o duque Roberto II da Borgonha